# القباقب (العدين)

تعديل مصدري - تعديل

القباقب محلة تابعة لقرية رماضة، التابعة لعزلة عردن بمديرية العدين إحدى مديريات محافظة إب في الجمهورية اليمنية، بلغ تعداد سكانها 37 حسب تعداد اليمن لعام 2004.